# Фріц Блейль
Гільмар Фрідріх Вільгельм Блейль, відомий як Фріц Блейль (8 жовтня 1880 — 19 серпня 1966) — німецький художник школи експресіонізму та один із чотирьох засновників мистецького гурту «Міст». Він розробив графіку для гурту, зокрема для їхнього першого шоу, плакат, який заборонила поліція. Він покинув гурт через два роки, коли одружився, щоб дбати про свою сім'ю, і після цього не виставлявся публічно.

## Життя та творчість

Плакат Фріца Блейля для реклами першої виставки артгурту «Міст» у 1906 році.

Фріц Блейль народився у Цвікау, Саксонське королівство, і виріс у районі Рудні Гори. У 1901 році він почав вивчати архітектуру у Вищій технічній школі Дрездена, як того бажали батьки; однак сам він хотів стати художником. На додаток до архітектури заклад надав широкий спектр занять, таких як малювання від руки, перспективний рисунок і мистецтвознавство.
Блейль близько потоваришував з однокурсником Ернстом Людвігом Кірхнером, з яким познайомився у перший семестр. Вони разом обговорювали мистецтво, а також досліджували природу, маючи спільний радикальний погляд.
У 1905 році Блейль разом з Ернстом Людвігом Кірхнером і двома іншими студентами-архітекторами, Карлом Шмідт-Ротлуфом і Еріхом Геккелєм, заснували гурт художників «Міст». Гурт прагнув відмовитись від превалюючого традиційного академічного стилю та знайти новий спосіб художнього вираження, який утворив би міст (звідси назва) між минулим і сьогоденням. Вони відповідали як митцям минулого, зокрема Альбрехт Дюрер, Маттіас Грюневальд, Лукас Кранах Старший, так і сучасним міжнародним авангардним рухам. Їхній гурт став одним з перших, який згодом вплинув на еволюцію модерного мистецтва XX століття та створив стиль експресіонізму. У цей час Блейль був активним членом гурту. Спочатку вони зустрілися в першій студії Кіршнера, яка раніше була м'ясною крамницею. Блейль описав це так:
Це справжнє богемне, з купою картин, розкиданих усюди, малюнків, книг і матеріалів художника місце — більше схоже на романтичне житло митця, ніж на дім добре організованого студента-архітектора.
Студія Кіршнера відповідала опису Блейла, ставши місцем, яке руйнувало соціальні звичаї, дозволяючи випадкові заняття коханням і часту оголеність. Групові сеанси малювання з натури відбувалися з залученням моделей із соціального кола, а не професіоналів, і з вибором чвертьгодинних поз для заохочення спонтанності. Блейль описав одну з таких моделей, Ізабеллу, п'ятнадцятирічну дівчину з сусіднього району, як «дуже жваву, гарно складену, життєрадісну особистість, без будь-яких деформацій, спричинених дурною модою на корсет, вона повністю відповідає нашим мистецьким вимогам, особливо в період розпускання її дівочих бутонів».
Гурт склав маніфест (здебільшого робота Кіршнера), який вирізали на дереві. Він затвердив нове покоління, «яке хоче свободи у нашій роботі та в нашому житті, незалежності від старих, усталених сил».
У рамках утвердження своєї національної спадщини вони відродили старі візуальні засоби масової інформації, зокрема ксилографію. Блейль спеціалізувався на графічному дизайні та створив кілька важливих плакатів і квитків, які представляли групу широкій публіці.
У вересні та жовтні 1906 року у виставковому залі KFM Seifert and Co. у Дрездені відбулася перша групова виставка, присвячена жіночому оголеному тілу. Блейль створив літографічний плакат для шоу, надрукований помаранчевим чорнилом на білому папері. Він мав вузький портретний формат, більше схожий на японські гравюри на дереві, ніж на звичайні сучасні гравюри, і був очевидним контрастом до плаката Отто Гуссманна для Третьої німецької виставки прикладного мистецтва, яка відкрилася чотири місяці до того у Дрездені. Блейль пропускає такі елементи, як корона, лампа та спадна сукня, щоб показати сміливе оголене зображення моделі Ізабелли в повний зріст над літерами. Поліцейська цензура заборонила показ плаката згідно з пунктом 184 Національного кримінального кодексу про порнографію, оскільки помітила любкове волосся в тіні під животом.
У 1905 році Блейль закінчив навчання в університеті, а наступного року почав викладати в школі архітектури у Фрайберзі, Саксонія. Він обрав буржуазний спосіб життя, одружився у 1907 році та заради піклування про сім'ю, покинув гурт. Його замінили Макс Пехштайн і Отто Мюллер.
У 1916 році він закінчив свою дисертацію в Дрездені під керівництвом Корнеліуса Густава Гурлітта та вирушив у подорож Італією через Альпи. До кінця життя він викладав та працював архітектором. Він також продовжував займатися графікою, але тримався подалі від громадськості, тому не влаштовував виставок. Після Другої світової війни його квартиру конфіскували у 1945 році, до 1948 року він оселився у Цвікау зі своїм братом. Мешкав у Ростоку, Нойкельні в Берліні та Бранденбурзі. У 1959 році він переїхав до Лугано у Швейцарії. Він помер у Бад-Ібурзі у віці 85 років.

## Виставки
Фріц Блейль брав участь у наступних виставках «Мосту». «МІст» організовував пересувні виставки, де одній ті самі роботи демонструвалися знову в іншому місці проведення.
- I Print Collection, галерея Kunsthalle Beyer & Sohn, Лейпциг, листопад 1905 року
- Липень 1906 року, Художній салон Августа Дорбанта, Брауншвейг
- I Print Collection 1906—1907, Georg Hulbe Kunstgewerbehaus, Гамбург, вересень 1906 року
- Ламповий завод Seifert, Дрезден-Лобтау, 24 вересня — кінець жовтня 1906 року
- I Print Collection 1906—1907, галерея Katharinenhof, Франкфурт-на-Майні, листопад 1906 року
- II Print Collection 1906—1907, Städtische Vorbildersammlung, Хемніц, грудень 1907 року
- Ламповий завод Seifert, Дрезден-Лобтау, 3 грудня — кінець січня 1907 року.
- I Print Collection 1906—1907, Художній салон Фрідріха Коена, Бонн, лютий 1907 року
- II Print Collection 1906—1907, Zwickau Kunstverein, Цвікау, січень — лютий 1907 року.
- I Print Collection 1906—1907, Художній салон Вільгельма Вернера, Геттінген, березень — квітень 1907 рок
- II Колекція гравюр 1906—1907 рр., Художній салон Отто Фішера, Білефельд, березень 1905 року.
- II Print Collection 1906—1907, Düsseldorf Städtische Kunsthalle, Дюссельдорф, квітень 1907 року
- I Print Collection 1906—1907, Музей Леопольда Хеша, Дюрен, червень 1907 року
- II Print Collection 1906—1907, Heidelberg Kunstverein, Гейдельберг, червень 1907 року
- II виставка живопису та гравюри, Flensburg Gewerbemuseum, Flensburg, червень 1907 року
- II Print Collection 1906—1907, Würrtemberg Kunstverein, Штутгарт, липень 1907 року
- I Print Collection 1906—1907, Pfälzischer Kunstverein, Шпаєр, серпень 1907 року
- II Painting and Print Exhibition, Мистецький салон Clematis, Гамбург, липень — серпень 1907 року
- II Painting and Print Exhibition, художній салон Еміля Ріхтера, Дрезден, вересень 1907 року
- I Print Collection 1906—1907, XV виставка Kunstverein, Розенгайм, жовтень 1907 року
- II Painting and Print Exhibition, Музей кайзера Вільгельма, Магдебург, жовтень 1907 року